# Lac Waswanipi
Lac Waswanipi är en sjö i Kanada.   Den ligger i regionen Nord-du-Québec i provinsen Québec, i den östra delen av landet, 500 km norr om huvudstaden Ottawa. Lac Waswanipi ligger 264 meter över havet. Arean är 205 kvadratkilometer. 
Trakten runt Lac Waswanipi är nära nog obefolkad, med mindre än två invånare per kvadratkilometer.